# غوستاف مان
غوستاف مان (1836-1916) (بالإنجليزية: Gustav Mann)‏ هو عالم نبات ألماني.
هناك 349 نوعا وجنسين (هما المانيللا Manniella ونبتة مان Manniophyton) من النباتات ونبع على جبل الكاميرون في الأرجنتين تحمل اسمه. .